# Hartwig Schmidt
Hartwig Schmidt (* 19. April 1942 in Höxter; † 29. April 2016 in Karlsruhe) war ein deutscher Bauforscher und Denkmalpfleger.

## Leben
Nach einer Dachdeckerlehre besuchte Schmidt die Staatliche Ingenieurschule für Bauwesen in Höxter und anschließend die Bauschule Höxter. Anschließend studierte er Architektur an der TU Berlin und wurde dort 1979 zum Dr.-Ing. promoviert. Im Anschluss arbeitete er für das Berliner Landesdenkmalamt, in dem er zeitweise die Inventarisation leitete, und erhielt eine von der Volkswagenstiftung finanzierte Stelle im Architekturreferat der Zentrale des Deutschen Archäologischen Instituts in Berlin. Das Ergebnis dieser Arbeit wurde in den zwei Bänden Schutzbauten (1988) und Wiederaufbau (1989) publiziert. 
1985 ging er an die Technische Universität Karlsruhe als Leiter des Sonderforschungsbereichs SFB 315 „Erhalten historisch bedeutsamer Bauwerke“. In dieser Position erhielt er 1990 den Auftrag, ein umfassendes Planungskonzept für die denkmalpflegerische Zukunft der Ausgrabungsstätte in Olympia zu entwickeln.
Im Jahr 1993 wurde er Professor für Denkmalpflege und Historische Bauforschung an die Fakultät für Architektur der Rheinisch-Westfälischen Technischen Universität Aachen. Dort lehrte und forschte er bis zu seiner Emeritierung 2006.
Er war seit 1976 Mitglied der Archäologischen Gesellschaft zu Berlin und Mitglied der Gesellschaft für Bautechnikgeschichte.
Schmidt war mit der Architekturtheoretikerin Uta Hassler verheiratet.

## Schriften (Auswahl)
- mit Uta Hassler (Hrsg.): Häuser aus Beton. Vom Stampfbeton zum Großtafelbau. Wasmuth, Tübingen 2004, ISBN 3-8030-0638-4.
- Archäologische Denkmäler in Deutschland rekonstruiert und wieder aufgebaut. Theiss, Stuttgart 2000, ISBN 3-8062-1395-X.[2]
- Zur Entwicklung denkmalpflegerischer Richtlinien seit dem 19. Jahrhundert. Die „Charta von Venedig“. In: Erhalten historisch bedeutsamer Bauwerke. Jahrbuch 1989, Sonderforschungsbereich 315, Universität Karlsruhe, Ernst und Sohn, Berlin 1990, S. 1–24.
- Wiederaufbau (= Denkmalpflege an archäologischen Stätten. 2). Architekturreferat des Deutschen Archäologischen Instituts, Theiss, Stuttgart 1989, ISBN 3-8062-0588-4.
- Schutzbauten (= Denkmalpflege an archäologischen Stätten. 1). Architekturreferat des Deutschen Archäologischen Instituts, Theiss, Stuttgart 1988, ISBN 3-8062-0547-7.
- mit Eva-Maria Eilhardt: Die Bauwerke der Berliner S-Bahn. Die Stadtbahn (= Arbeitshefte der Berliner Denkmalpflege. 1). Spiess, Berlin 1984, ISBN 3-88435-098-6.
- mit Jürgen Tomisch: Die Bauwerke der Berliner S-Bahn. Die Vorortstrecke nach Zossen (= Arbeitshefte der Berliner Denkmalpflege. 2). Spiess, Berlin 1985, ISBN 3-89166-004-9.
- Das Tiergartenviertel. Baugeschichte eines Berliner Villenviertels. (= Die Bauwerke und Kunstdenkmäler von Berlin). Teil 1: 1790–1870. Mann, Berlin 1981, ISBN 3-7861-1277-0.